# Język maithili
Język maithili (tirhuta: 𑒧𑒻𑒟𑒱𑒪𑒲, dewanagari: मैथिली trb. majthili trl. m̔aith̔il̔ī) – język należący do podgrupy wschodniej języków indoaryjskich z grupy języków indoirańskich. Używany jest w indyjskim stanie Bihar oraz nepalskim regionie Teraj.
Maithili do niedawna był uważany za dialekt języka hindi, lecz w 2003 roku uzyskał status języka urzędowego w stanie Bihar. Jeden z języków bihari.
Według danych z 2000 roku posługuje się nim 30 mln mieszkańców Indii. Liczba użytkowników we wszystkich krajach wynosi ok. 34 mln. Jest drugim językiem Nepalu pod względem powszechności użycia.
Maithili tradycyjnie był zapisywany w odrębnym piśmie sylabicznym maithili (zwanym również tirhuta lub mithilakszar) bądź przy użyciu pisma kaithi, jednak w ostatnich latach coraz bardziej powszechne staje się użycie abugidy dewanagari.
W trakcie swojego rozwoju wytworzył szereg innowacji, które odróżniają go od sąsiednich języków. Nie występują rodzaje ani liczba gramatyczna. Istnieje złożona morfologia czasownika. System zaimków zawiera rozróżnienia honoryfikatywne.
W użyciu są też języki hindi i nepalski, które służą jako języki edukacji (w zależności od miejsca zamieszkania). Osoby niepiśmienne, zamieszkujące tereny wiejskie, są zwykle jednojęzyczne.
Pierwsze wzmianki o języku maithili pochodzą z XVIII w. Szersze badania nad maithili rozpoczęto pod koniec tegoż wieku, kiedy to G.A. Grierson poświęcił mu szereg artykułów i publikacji książkowych.

## Literatura maithili
W języku maithili istnieje bogata literatura, najstarszym utworem jest „Varna Ratnakara” z XIII w.